# صعيديون
الصعيدي هو كل شخص من صعيد مصر. 40%  من المصريين يعيشون في صعيد مصر، و 80% من فقراء  مصر  يتمركزون في صعيد مصر.